# Frank Vandenbroucke
Frank Vandenbroucke, född 6 november 1974 i Mouscron, Hainaut, död 12 oktober 2009 i Saly Portudal, Senegal, var en belgisk tävlingscyklist.
Frank Vandenbroucke ansågs som ung vara den störste belgiske cykeltalangen sedan Eddy Merckx, men efter några år i toppen blev han deprimerad. Vandenbroucke hade drogproblem, bråkade med stalledningen och försökte begå självmord. Hans tidigare fru beskrev honom som kokainberoende. Vandenbroucke avled den 12 oktober 2009 på grund av en blodpropp i lungan.
Under sin karriär vann han totalt 51 segrar, bland annat Paris-Nice och Liege-Bastogne-Liege. Sin sista internationella seger tog han våren 2009 då han vann en etapp i La Boucles de l'Artois.

## Barndom
Frank Vandenbroucke föddes i Mouscron och växte upp i byn Ploegsteert i den holländskspråkiga delen av västra Belgien. När han var fyra år krockade han med en bil när han satt på cykeln och fick som ett resultat av det operera knät fyra gånger. Knäproblemen fortsatte under resten av hans liv. 
Vandenbroucke började utöva friidrott i sin ungdom. 1989 började han cykla och vann en tävling i Brakel i Östflandern. 1991, när han var 17 år gammal, vann Vandenbroucke de belgiska nationsmästerskapen för unga cyklister. Ett år senare vann han en bronsmedalj på juniorvärldsmästerskapen i Aten.

## Karriär
Frank Vandenbrouckes professionella karriär kantades till stor del av dopningsmisstankar och personliga problem. 2002 fann polisen dopningspreparat i hans hem. Efter skilsmässan från sin tidigare fru försökte Vandenbroucke begå självmord. Han genomgick djupa depressioner. Vid två tillfällen lagfördes han för rattfylla.
Vandenbroucke blev professionell cyklist 1993, när han var 18 år, hos det belgiska stallet Lotto. Hans farbror Jean-Luc Vandenbroucke var sportdirektör för stallet. Första segern som proffs kom redan första året då han i februari månad vann en etapp i Tour Méditerranéen. 
Vandenbroucke lämnade Lotto i mitten av 1995 och blev medlem i Mapei; där han blev lagkamrat med Johan Museeuw. Patrick Lefevère ledde stallet. Vandenbroucke cyklade för dem till slutet av 1998. 1995 vann Frank Vandenbroucke Paris-Bryssel. Året därpå vann han Grand Prix de Plouay, Tour Méditerranéen och Trofeo Laigueglia. Under säsongen 1997 vann belgaren bland annat Tour de Luxembourg och Trofeo Matteotti.
1998 vann Vandenbroucke två etapper på Paris-Nice och tog också hem tävlingens totalseger. Han vann också Gent-Wevelgem och två etapper av Tour de Wallonie.
Inför säsongen 1999 blev belgaren kontrakterad av det franska stallet Cofidis. Han skrev på ett treårskontrakt med stallet och lönen steg dessutom dramatiskt från Mapei-åren. 1999 vann han vårklassikern Liege-Bastogne-Liege. Under året vann han också Omloop Het Volk. Men efter sina segrar under 1999 började belgaren få problem. Cofidis stämde cyklisten med anledning av dopningsmisstankarna och de stängde av honom under en tid. När Vandenbroucke återvände vann han två etapper, den 17:e respektive 20:e sträckan, på det tre veckor långa etapploppet Vuelta a España. 
Säsongen 2000 gick sämre. Han delade kaptensrollen tillsammans med britten David Millar. I Cofidis cyklade även den franska cyklisten Philippe Gaumont. Gaumont erkände att dopning var ett problem i laget vilket ledde till att David Millar fick besök av polisen i sin lägenhet. Millar blev avstängd under två år efter att ha erkänt dopning och han blev diskvalificerad från världsmästerskapens tempolopp som han hade vunnit. Vandenbroucke skrev i sin biografi Ik Ben God Niet, "Jag är inte gud", att Gaumont hade föreslagit att han skulle mixa sömnpillret Stilnox med alkohol. Gaumont introducerade även Vandenbroucke till doktorn Bernard Sainz.
Inför säsongen 2001 bytte Vandenbroucke stall till Lampre. Året därpå cyklade han för det belgiska stallet Domo-Farm Frites, där han återigen träffade Lefevère and Museeuw. Vandenbroucke stannade i Lefevères stall när han startade Quick Step-Davitamon under 2003. Han slutade tvåa bakom Peter van Petegem på 2003 års Flandern runt. Vandenbroucke sade att han var glad över resultatet och att han visste att van Petegem skulle ha vunnit över honom i en spurt, och därför valde Vandenbroucke att attackera. När Lefevère kritiserade belgaren för att inte ha försökt mer under Flandern runt lämnade Vandenbroucke stallet.
Vandenbroucke började tävla för Fassa Bortolo under 2004. Han bad att få cykla även om han inte fick någon lön, i fall att han inte vann. Han gjorde inte särskilt mycket resultatmässigt och fick senare sparken. Han började cykla för Mr Bookmaker under 2005. Vandenbroucke missade så många tävlingar att hans manager, Hilaire Van der Schueren, bad honom att visa att han fortfarande var en tävlingscyklist. Vandenbroucke fick till slut sparken för att han inte ansågs hålla kontakt med stallet. Inför säsongen 2008 blev han kontrakterad av Mitsubishi, men blev avstängd av belgisk polis för att ha handlat kokain i Wielsbeke.
I april 2009 tog han sin första seger sedan 1999 när han vann en etapp på La Boucle de l’Artois, ett 15 kilometer långt tempolopp. Under 2009 berättade Frank Vandenbroucke att han var dopad när han vann Liége-Bastogne-Liége 1999 men att han gick på samma preparat som alla andra han kämpade om segern mot.

## Familjeproblem
Vandenbroucke och hans farbror, Jean-Luc, talade inte med varandra under två år efter det att Vandenbroucke lämnat Lotto innan kontraktet var slut, ett lag som leddes av Jean-Luc Vandenbroucke.
Vandenbroucke och hans flickvän, Clotilde Menu, fick en dotter, Cameron, i februari 1999. Den 22 oktober 2000 gifte han sig med den tidigare modellen Sarah Pinacci. De bodde tillsammans i Lebbeke nära Bryssel. I december 2001 fick de en dotter, Margaux. I juli 2006 avfyrade han en pistol i luften vid ett bråk med frun, som sedan lämnade honom. De skiljde sig senare. Enligt Vandebrouckes far, Jean-Jacques Vandenbroucke, hade han försökt skrämma sin fru att han hade tagit livet av sig.
| ” | Frank pratade med Sarah i telefon. De bråkade. Han gick ut i trädgården och lät sitt hagelgevär avfyras i luften. Hon var orolig att någonting hade hänt honom och ringde 100. Han gjorde det för att försöka skrämma henne. | „ |

| ”                            | ... det var femte eller sjätte gången som hon hade åkt tillbaka till Italien. När de är tillsammans bråkar de, när de är ifrån varandra gråter de. Han står inte ut med att hon lämnar honom. Han skyller på sig själv och tar all skuld. Och sen är det deras dotter. Han kan inte bära att inte få se henne. Jag borde egentligen inte säga det men sedan Verona, när han mötte Sarah, har han inte varit engagerad som cyklist. | „ |
| – Jean-Jacques Vandenbroucke | |   |

Efter skilsmässan med Sarah valde Frank Vandenbroucke att leva ett avskiljt liv, utan mycket uppmärksamhet från media. Han slutade tala med sina föräldrar, men de började till slut att konversera igen.

## Drogproblem
Vandenbroucke skapade rubriker 1999 runt det som skulle vara hans första av många drogproblem. Han blev arresterad av polis i Paris men sedan släppt. Under 2001 blev han stoppad på E17, en motorväg i Belgien, då han körde för fort. I bilen satt också läkaren Bernhard Sainz, även kallad Dr Mabuse. Sainz blev fängslad 2008 för att ha praktiserat falsk medicin. Han kunde inte skaffa fram de försäkringsdokument som lagen kräver. Polisen fann droger som clenbuterol, morfin, EPO; mediciner som används som dopningspreparat inom idrott. Sainz sade att det var homeopatiska produkter.
Sainz berättade att han hade varit hos Vandenbroucke under natten och polisen valde därför att besöka Frank Vandenbrouckes hus och drogspecialister skulle söka efter dopningspreparat. De fann en del droger som Vandenbroucke påstod var för hans hund. Vandenbroucke fördes, med handbojor, till polisstationen. 2500 fans skrev under en namninsamling och klagade på den behandling som Vandenbroucke gått igenom. En av dem var cyklisten Peter van Petegem. Vandenbroucke blev avstängd från att cykla i Belgien under sex månader av den flamländska cykelorganisationen.
Polisen sade att han var "mycket svävande" under förhör. Undersökningarna fortsatte och i december 2004 berättade Vandenbroucke att han hade tagit tillväxthormoner, EPO, amfetamin, morfin och steroider, men han namngav inte leverantörerna. Han förklarades skyldig under 2005 och blev dömd till 200 timmars samhällstjänst. Han överklagade och en domstol i Gent bötfällde honom med € 250.000 istället.
Vandenbroucke sade att han var naiv, men inte ohederlig, när han använde sig av Bernhard Sainz. Han berättade vid en presskonferens i Ploegsteert att han alltid trott att Sainz gav honom homeopatiska produkter men att han hade tvivlat ibland. Han sade att Sainz hade gett honom dropp och injektioner. 
| ”                     | Han (Sainz) sade till mig att de var helt lagliga homeopatiska produkter. Jag ville lita på honom... Jag charmades av dr Mabuse. Jag kan betraktas som naiv men jag är inte en ohederlig person. Jag vill tro att herr Sainz endast gav homeopatiska vård. Jag litade på honom. Bernard Sainz föreslog att han skulle ge mig råd. Han verkade vara en annorlunda man, men var helt klart en cykelexpert. Han imponerade på mig mycket genom att visa mig foton av honom ge sina behandlingar till storheter som Eddy Merckx, Lucien Van Impe, Bernard Hinault, Laurent Fignon, Cyril Guimard och många andra stora idrottsmän som Alain Prost. Han förklarade för mig att denna vård baseras på naturliga metoder och alternativa läkemedel utan att äventyra min hälsa eller bryta mot etiken i vår sport. | „ |
| – Frank Vandenbroucke | |   |

Han betalade Sainz 7000 franska franc för det homeopatiska droppet och 50 000 i avgifter under första halvåret 1999. Sainz sade:
| ”                | Jag har bekymrat mig över honom sedan hösten 1998. Inte, som hävdats, för att ge honom dopningsmedel. Alla vet mycket väl, inbegripet de poliser som har lyssnat på mig under en lång tid, att cyklister inte behöver mig för sådant. Raka motsatsen. Om de vänder sig till mig, är det för att de har hört vad jag har kunnat göra för de stora stjärnor jag åberopat. | „ |
| – Bernhard Sainz | |   |

Vandenbroucke stoppades två gånger under 2002 av polisen för att ha kört sin Porsche efter att ha druckit alkohol.
I februari 2007 gav Vandenbroucke ut sin självbiografi Je ne suis pas Dieu, "Jag är inte Gud", där han berättade att han hade tagit prestationshöjande droger.
| ”                     | Alla gjorde det [använde dopning], och det gjorde även jag. Det är sanningen, och det förminskar inte värdet av mina segrar. | „ |
| – Frank Vandenbroucke | |   |

Publicisten förnekade senare att Vandenbroucke hade sagt det, och hävdade att det varit ett missförstånd. Vandenbroucke skrev att han levde sitt liv för drogmissbruk och att han ibland inte kunde sova på flera dagar.
| ”                     | Till Stilnox och amfetamin använde jag valium. Ibland sov jag inte en sekund på fem dagar. Jag började se saker, människor som inte fanns. Människor som gömde sig omkring mig i buskarna med teleobjektiv. Jag brukade höra dem komma med sina kängor, de kom ut från sin buss som stod parkerad framför huset. De kom för att arrestera mig. Helvete också, mina droger! Jag sprang till toaletten för att kasta mitt lager av amfetamin i toaletten och sprutor i papperskorgen... Sarah brukade inte se dem och försökte förklara för mig hur det låg till. Men hur kunde hon inte se dem, de där poliserna, dussintals av dem, och deras blinkande lampor! Hon måste vara galen. Men hittade hon bara på: Kunde hon se dem egentligen? | „ |
| – Frank Vandenbroucke | |   |

Union Cycliste Internationale förklarade honom Persona non grata och han blev även sparkad från stallet Mitsubishi-Jartazi.

## Självmordsförsök
| ”                     | Från augusti 2004 till augusti 2005, 12 månader som kändes som 100, var jag deprimerad som aldrig förr. Jag bestämde mig för att vara klar med det... Den dagen, då skulle jag dö... Jag gick för att hämta den dyraste vinflaskan från min källare, en magnum Château Petrus 1961. Jag hällde i det och jag drack en skål för mitt liv. Jag hade bett om råd från en läkare. Insulin skulle göra susen. Jag skrev ett avskedsbrev: det var tafatt men för mig var det den bästa lösningen... Det finns inget behov av någon obduktion. Jag injicerade 10cc av Atractapid. Snälla, låta dem inte öppna mina ögon. ... Jag var ensam. Jag satte på mig min världsmästartröja, jag injicerade mig och sedan gick jag för att lägga mig på min säng och jag väntade på att dö. Jag var så lycklig. Inga mer problem äntligen... Befrielse till sist. Det var min mamma som hittade mig senare samma dag. | „ |
| – Frank Vandenbroucke | |   |

Den 6 juni 2007 lades han in på sjukhus i Magenta, nära Milano, Italien, där han bodde. Han rapporterades vara allvarligt sjuk. 
| ”                                             | Frank är helt ensam [est actuellement abandonné]. Han har inte längre kvar sin fru och han bor själv. Det finns inte längre något lag vid hans sida. | „ |
| – Vandenbrouckes manager, Palmiro Masciarelli | |   |

Vandenbroucke hade tidigare under året genomgått en knäoperation, och med anledning av knäskadan kunde han inte köra Giro d'Italia det året.
| ”                                     | Problemen med knät har påverkat honom illa. Han kunde inte längre cykla som han ville efter operationen. Inte heller kunde läkarna säga vad problemet var. De senaste dagarna har han mått fruktansvärt. De människor som jag ringt i Italien kunde inte längre hjälpa honom. Han hade tänkt igenom situationen och enligt honom var allt förlorat. Situationen med knät har tröttat ut honom fullständigt och hans privatliv var inte bra heller, med toppar och dalar. | „ |
| – Vandenbrouckes läkare, Jef Brouwers | |   |

## Död
Frank Vandenbroucke hittades den 12 oktober 2009 död på ett hotellrum under en semesterresa i Senegal. Dödsorsaken var lungemboli.

## Privatliv
Frank Vandenbroucke var brorson till Jean-Luc Vandenbroucke.

## Stall
- Lotto-Caloi 1993–1995
- Mapei 1995–1998
- Cofidis 1999–2000
- Lampre-Daikin 2001
- Domo-Farm Frites 2002

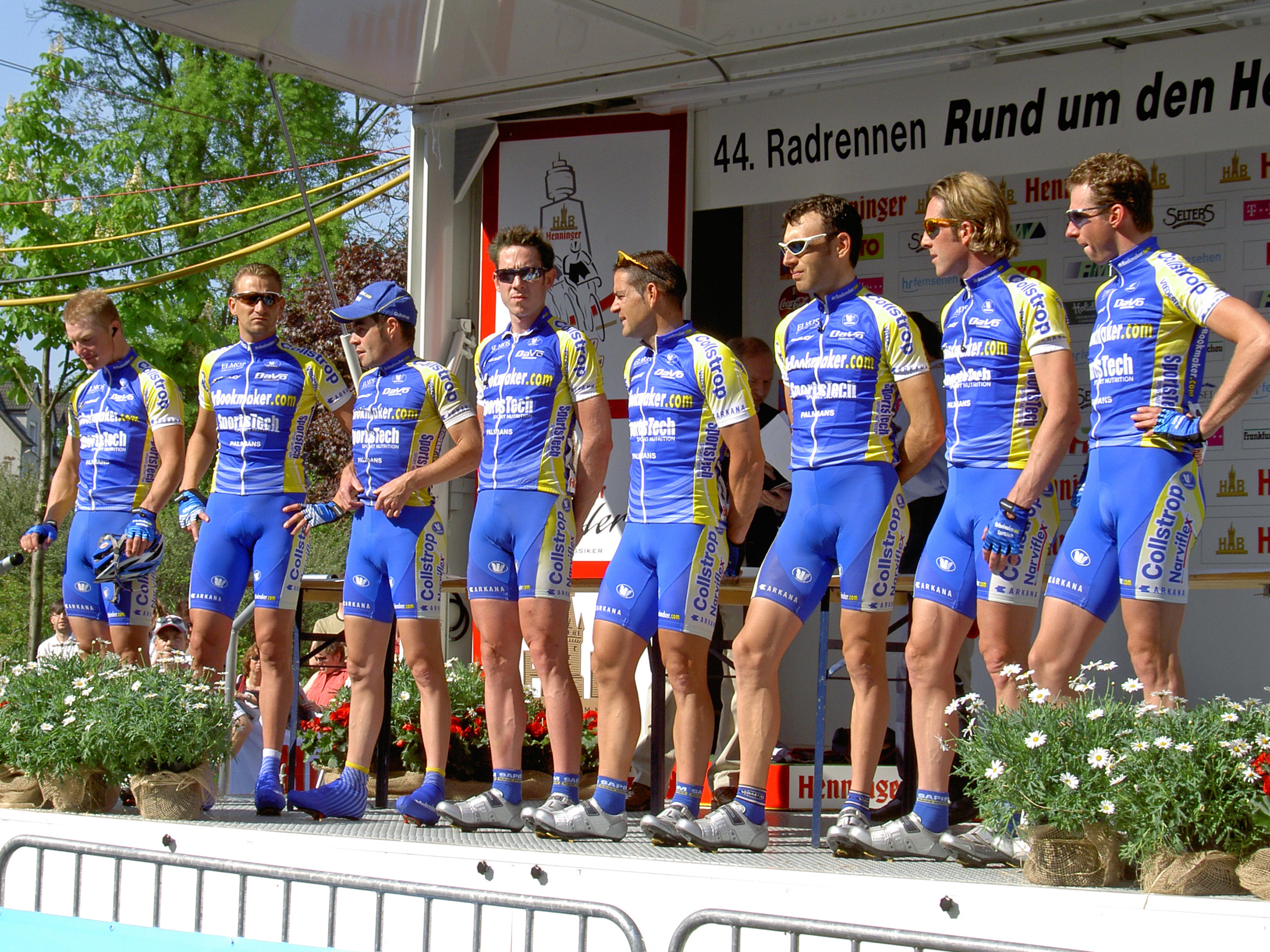
Frank Vandenbroucke, tvåa från vänster, i MrBookmaker.com-Sports Tech under 2005 års Rund um den Henninger Turm i Frankfurt.

- Quick Step-Davitamon 2003
- Fassa Bortolo 2004
- MrBookmaker.com-Palmans 2004
- MrBookmaker.com-Sports Tech 2005
- Unibet.com 2006
- Acqua & Sapone-Caffè Mokambo 2006–2007
- Mitsubishi-Jartazi 2008
- Cinelli-Down Under 2009